# 3-Bromotiofen
3-Bromotiofen (3-tienil bromid) je bledo žuta tečnost.